# Źródło Będkówki
Źródło Będkówki – główne wywierzysko dające początek potokowi Będkówka w Dolinie Będkowskiej na Wyżynie Olkuskiej. Znajduje się na wysokości 349 m n.p.m. u podnóży lewych zboczy Doliny Będkowskiej. Dolina powyżej źródła jest bezwodna. Mimo że jest tam koryto potoku, miejscami nawet głębokie, woda płynie nim tylko po dużych opadach deszczu.
Jest to jedno z największych wywierzysk krasowych całej Jury. Ma wydajność od
50 do 150 l/s. Spod skały wypływa krystalicznie czysta woda, tworząca spory basenik. W źródle stwierdzono występowanie rzadkich w Polsce gatunków okrzemek: Lucidola acidoclinata i Caloneois fontinalis. Warstwę wodonośną tworzą wapienie płytowe i skaliste oraz margle. Temperatura wody wynosi 9,1 °C, odczyn obojętny (pH 7,27), mineralizacja 354,2 mg/l (woda słodka).
Na zboczu powyżej wywierzyska znajduje się Skała nad Źródłem i system pięciu Jaskiń nad Źródłem. Najciekawsza z nich jest Jaskinia nad Źródłem Pierwsza, której otwór wlotowy znajduje się na wysokości ok. 400 m n.p.m.
Źródło zachowało swój naturalny charakter. W 1997 r. uznane zostało za pomnik przyrody (figuruje w rejestrze pomników przyrody gminy Wielka Wieś).